# Rodrigo Carazo Odio
Rodrigo José Ramón Francisco de Jesús Carazo Odio (Cartago, 27 dicembre 1926 – San José, 9 dicembre 2009) è stato un politico costaricano, presidente della Repubblica di Costa Rica dall'8 maggio 1978 all'8 maggio 1982.

## Biografia
Figlio di Mario Carazo Paredes e Julieta Odio Cooper, si sposò il 16 aprile 1947 a San José con Estrella Zeledón Lizano, figlia di Jorge Zeledón Venegas e María Lizano Matamoros, discendente del presidente Saturnino Lizano Gutiérrez. Laureatosi in Scienze economiche presso l'Università della Costa Rica, fu poi docente nello stesso ateneo e all'Università Nazionale.

## Carriera politica
Tra i fondatori dell'Istituto nazionale di edilizia abitativa e urbanistica, dal 1954 al 1959 ne fu uno dei dirigenti, divenendo successivamente direttore della Banca Centrale (1960-1965). Dopo essere stato assessore comunale, venne eletto deputato in rappresentanza della provincia di San José (la capitale) per il quadriennio 1966-1970; il primo anno rivestì la carica di presidente dell'Assemblea legislativa (il Parlamento unicamerale del Paese), poi di numerose commissioni parlamentari.
Nel 1974 partecipò per la prima volta alla campagna per le presidenziali con il Partito Rinnovamento Democratico, ma perse la sfida contro l'esponente del Partito Liberazione Nazionale Daniel Oduber Quirós (1974-1978). Nella legislatura successiva, alla guida del nuovo partito Coalición Unidad, di tendenze socialcristiane, vinse invece le elezioni contro il candidato "liberazionista" Luis Alberto Monge Álvarez. La sua amministrazione (1978-1982) fu molto discussa mentre il paese dovette affrontare una grave crisi economica. La sua decisione di permettere che in Costa Rica operasse il Fronte Sandinista di Liberazione Nazionale portò il paese sull'orlo di una guerra con il Nicaragua.

## Presidente della Repubblica

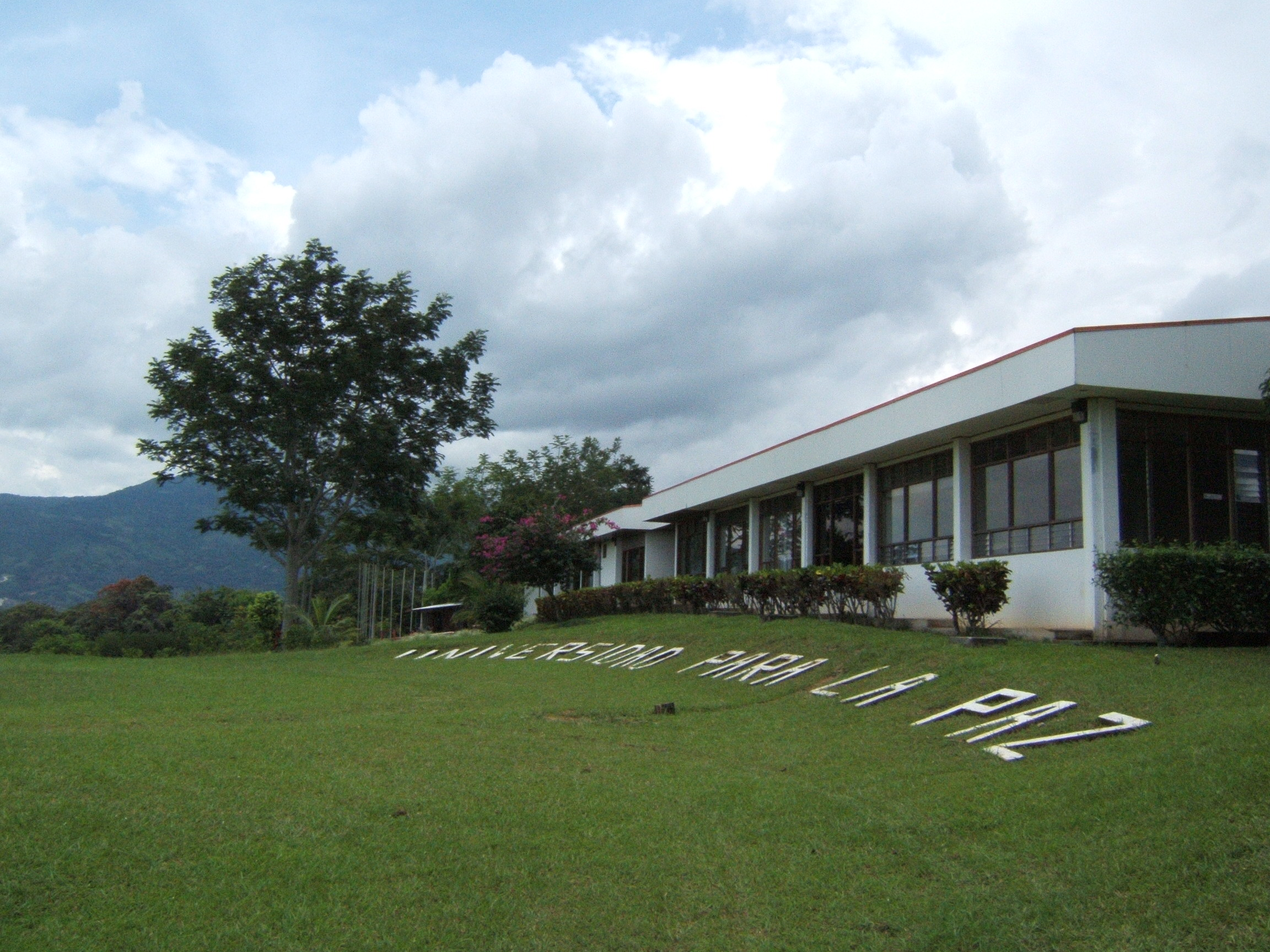
L'Università per la Pace a Ciudad Colón (Costa Rica), fondata dall'Organizzazione delle Nazioni Unite nel 1980, durante la presidenza di Rodrigo Carazo Odio.

### Política interna
Il suo governo «si caratterizzò per una costante ricerca dell'equilibrio sociale ed economico, e per una presenza più attiva del paese sulla scena internazionale a favore della pace nella regione e nel mondo»; il che portò nel 1980 alla fondazione in Costa Rica da parte delle Nazioni Unite dell'Università per la Pace, un'istituzione internazionale dedicata e incentrata sullo studio e la promozione della pace mondiale, di cui Rodrigo Carazo fu il primo rettore e presidente emerito.
La sua amministrazione ha avuto un principale ideale: la difesa della sovranità nazionale.
La sua posizione sfociò nella espulsione dal Fondo Monetario Internazionale (FMI) e acutizzò la crisi economica durante gli anni 80, specialmente la repentina svalutazione di due punti nel settembre del 1980.
Il suo governo si concentrò anche nel promuovere l'industria petrolchimica del paese e iniziò l'esplorazione e scavo vicino alla cordigliera del Talamanca. Nel settore energetico, il suo governo inaugurò l'impianto idroelettrico nel Lago Arenal. Il governo di Carazo regolamentò anche gli scavi aurei nella region meridionale del paese.

### Politica estera
Nel fronte internazionale, Carazo trattò principalmente con gli scambi radicali che il paese vicino di Nicaragua stava effettuando. Il Nicaragua è stato sotto il controllo della dittatura dei Somoza durante il decennio e la Costa Rica si oppose a tale regime dittatoriale. Mentre il movimento sandinista è aumentato nel decennio degli anni 70, il Nicaragua ha avuto a che fare con disordini civili e scontri armati di piccole dimensioni.
La Costa Rica appoggiò il governo di qualunque potere andasse contro la famiglia Somoza, dando il proprio sostegno al movimento sandinista. Molte battaglie hanno avuto luogo sul confine tra Nicaragua e Costa Rica. Gli attacchi hanno avuto fine nel 1979 quando i sandinisti presero il controllo del Paese e Anastasio Somoza Debayle fu esiliato.
Più tardi, nel 1982, con i Sandinisti al governo del Nicaragua, la Centrale Democratica della OEA si formò in San José con il sostegno dell'UE. Il suo obiettivo era isolare il Nicaragua dal resto del CentroAmerica, in quanto regime comunista al potere. Altro obiettivo fu quando nel 1981, il governo di Carazo ruppe le relazioni diplomatiche con Cuba di Castro. (La Costa Rica aveva rotto le relazioni con Cuba anteriormente al 1961 durante la presidenza di Mario Echandi).

### Política economica
Il governo di Carazo si vide influenzato per l'instabilità economica e il malessere sociale. Durante la sua presidenza, ci fu una grave recessione economica mondiale. I prezzi del petrolio hanno raggiunto il massimo storico e il valore della coltivazione principale costarichense, il caffè, diminuì. Contro il consiglio del Fondo Monetario Internazionale (FMI), Carazo dà istruzioni al Banco Centrale della Costa Rica affinché ottenga un prestito al fine di mantenere il valore della moneta locale, con la speranza di una ripresa economica. Questa política si convertì in insostenible, con una repentina ripresa nel settembre 1980. Il pesante fardello del debito della banca centrale contribuisce ad aumentare l'inflazione nel Paese.

### Infrastrutture e trasporti
Durante il governo di Carazo le infrastrutture hanno un'impennata, come l'autostrada da San José a Limón, la Circonvallazione e la Costanera e parte dell'autostrada da San José a Caldera, così come Puerto Caldera nel Pacífico, Moín e il Muelle Alemán in Limón e si ricostruisce e si elettrifica la línea ferroviaria tra Limón e Guapiles, e si estende la línea ferroviaria tra Guapiles e Río Frío di Sarapiquí.

## Post-presidenza
Dopo aver terminato la sua amministrazione nel 1982, Carazo divenne un aperto critico del FMI e di altre istituzioni finanziarie globali. Combatté con forza contro l'approvazione del Trattato di Libero Commercio con gli USA e l'America Centrale (CAFTA - Central American Free Trade Agreement).
Nei suoi ultimi anni, Rodrigo Carazo condusse le trattative tra i dirigenti politici anti-neoliberalisti al fine della formazione di una coalizione política denominata Patria Unida contraria al bipartitismo tradizionale e al neoliberalismo.
Morì il 9 dicembre del 2009 alle 1:30 del mattino per complicazioni cardiache dopo 15 giorni di convalescenza dovuti ad un intervento chirurgico per 4 bypass coronarici.